# Echeveria elegans
Echeveria elegans is een overblijvende plant uit de vetplantenfamilie (Crassulaceae). De plant is endemisch in de halfwoestijnen van Mexico.

## Naamgeving enetymologie
- Synoniemen: Echeveria albicans E.Walther, Echeveria elegans var. kesselringiana Poelln., Echeveria perelegans A.Berger [Illegitimate], Echeveria potosina E.Walther
- Engels: Mexican snow ball, Mexican gem, White Mexican rose

De botanische naam Echeveria is een eerbetoon aan de Mexicaanse botanicus Atanasio Echeverría. De soortaanduiding elegans is Latijn voor 'elegant'.

## Kenmerken
Echeveria elegans is een overblijvende succulent, 5 tot 10 cm hoog, met een zeer korte stengel en een tot 10 cm breed bladrozet met talrijke, licht blauwgroene, vlezige, lepelvormige bladeren.
De bloeiwijze is een tot 25 cm hoge, slanke, eenzijdige tros met roze, klokvormige bloemen met een gele top.
De plant bloeit in de winter en het voorjaar.

## Habitaten verspreiding
Echeveria elegans groeit op stenige plaatsen in semi-aride gebieden in de staat Hidalgo in het noordoosten van Mexico .

## Cultivatie
Echeveria elegans wordt regelmatig gebruikt als kasplant. De plant verdraagt geen temperaturen beneden 7°C en kan in West-Europa enkel onder glas gekweekt worden. Net zoals andere Echeveria-soorten vormt de plant scheuten die verpot kunnen worden.
De plant heeft de 'Award of Garden Merit' van de Royal Horticultural Society gewonnen.